# 리오 비스타 가스 유전

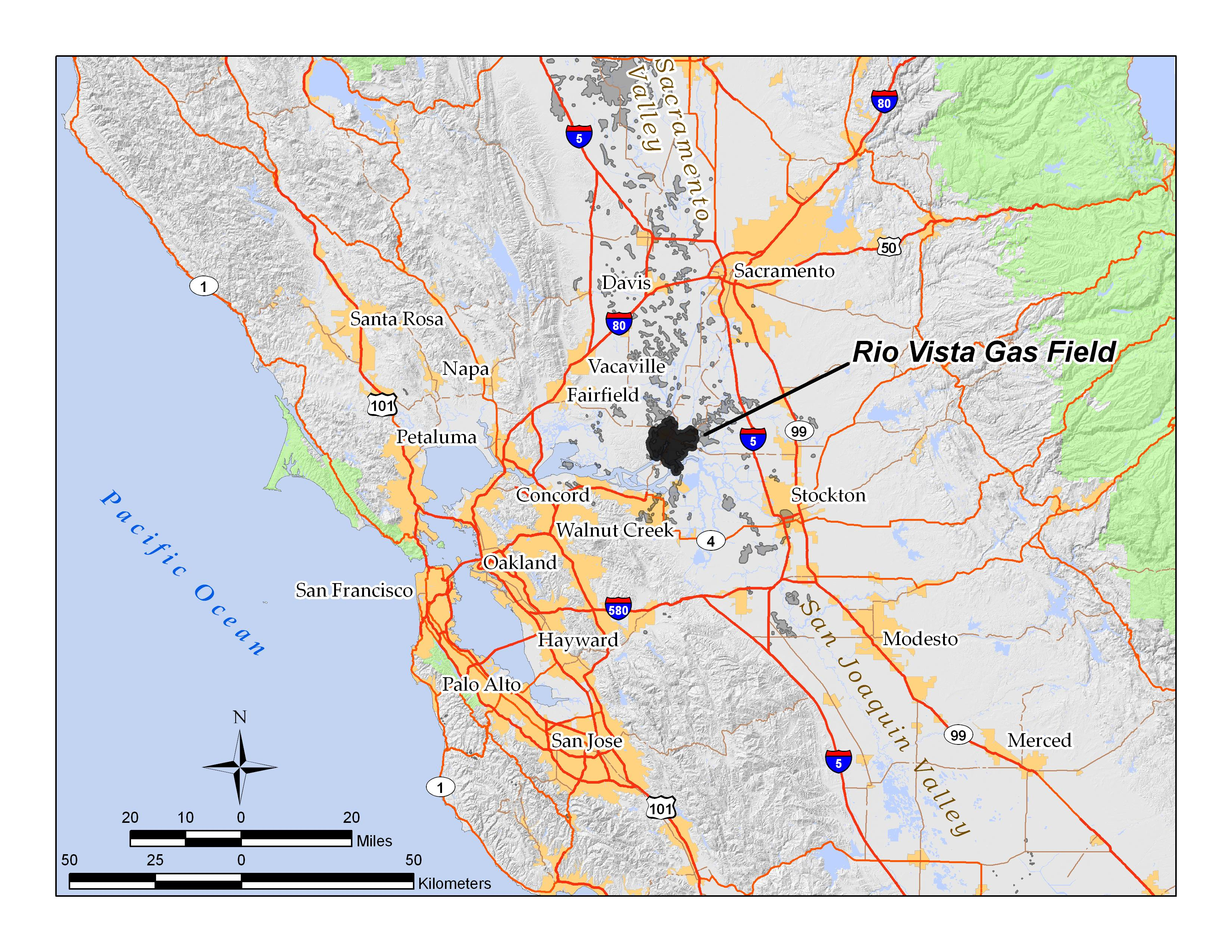
캘리포니아 북부의 리오 비스타 유전 위치. 다른 천연가스전은 진한 회색으로 표시되어 있다.

리오 비스타 가스전(영어: Rio Vista Gas Field)은 캘리포니아주 리오 비스타에 인접한 캘리포니아 북부 새크라멘토-샌 호아킨 강 삼각주에 있는 대규모 천연가스전이다. 1936년에 발견되어 그 이후로 지속적으로 운영되고 있으며, 수명 동안 3.6조 세제곱피트 (100 km3) 이상의 가스를 생산했고, 약 330십억 세제곱피트 (9.3×109 m3)의 추정 매장량을 보유하고 있다. 데이터가 사용 가능한 가장 최근 연도인 2008년에만 18십억 세제곱피트 (510,000,000 m3)의 가스를 생산했다. 3개 카운티에 걸쳐 29,000 에이커 (120 km2) 이상을 차지하는 이 가스전은 캘리포니아에서 가장 큰 천연가스전이며, 미국에서 15번째로 큰 가스전 중 하나이다.
2009년 현재, 이 가스전의 주요 운영사는 텍사스주 휴스턴의 로제타 리소스(Rosetta Resources)로, 가스전의 189개 활성 유정 중 171개를 소유하고 있었다. 나머지 18개는 타운 익스플로레이션(Towne Exploration), 로얄 에너지(Royale Energy), 트리-밸리 오일 앤 가스(Tri-Valley Oil & Gas)를 포함한 몇몇 소규모 운영사들이 운영했다.

## 지리적 설정
이 가스전은 솔라노군, 새크라멘토군, 콘트라코스타군의 일부 지역, 새크라멘토-샌 호아킨 강 삼각주의 저지대, 그리고 몬테수마 힐스의 인접한 고지대 아래에 위치한다. 리오 비스타는 가스전으로 완전히 둘러싸여 있으며, 리오 비스타 북쪽에 있는 트리올로지(Trilogy) 은퇴 커뮤니티는 가스전의 북쪽 경계에 있다. 또한 아일턴 시는 리버 아일랜드 가스전과 동쪽 경계에 가까운 가스전 위에 위치한다. 여러 주 고속도로가 가스전을 가로질러 이 지역의 주요 지상 교통을 제공한다. 캘리포니아 주도 제12호선은 새크라멘토강과 모켈럼니강을 가로지르며 서쪽에서 동쪽으로 가스전을 통과하고, 캘리포니아 주도 84호선과 160호선은 가스전을 북쪽에서 남쪽으로 가로지르며, 160호선은 대부분 제방 위에 건설되었다.
가스전의 많은 부분이 삼각주 내의 섬들 아래에 있으며, 일부는 페리로만 접근할 수 있다. 가스전 내에는 브래드포드섬, 트위첼섬, 브랜난섬, 앤드러스섬, 그리고 타일러, 셔먼, 그리고 데커섬의 일부가 포함된다. 이 섬들 내의 대부분의 토지 면적(대부분 해수면 아래에 있음)은 19세기 말과 20세기 초에 건설된 제방으로 보호되는 농경지로 구성되어 있다. 가스정의 시추 및 유지보수 구역은 농경지, 레크리에이션 구역, 휴가용 주택 및 수로 사이에 흩어져 있다. 가스전의 고도는 리오 비스타 남서쪽 몬테수마 힐스의 약 180 피트 (55 m)에서 제방으로 보호되는 삼각주 섬 일부 지역의 해수면 아래 약 10피트까지 다양하다. 이 지역의 지반은 이탄 분해, 지하수 제거, 그리고 수조 입방피트의 가스가 제거된 하부 지질 구조의 압축이 복합적으로 작용하여 수십 년 동안 서서히 침하하고 있다.
이 지역의 기후는 아습윤하며 덥고 건조한 여름과 시원하고 비가 많이 오는 겨울이 특징이며, 모든 강수량은 비로 내린다. 평균 연간 강수량은 14 ~ 16 인치 (410 mm)이다. 겨울에는 가끔 서리가 내리며, 서리가 없는 기간은 250 ~ 275일이다. 가스전의 배수는 몬테수마 힐스를 제외하고는 좋지 않으며, 몬테수마 힐스에서는 여름에 완전히 마르는 단기 하천을 통해 새크라멘토강을 향해 남쪽과 남동쪽으로 흐른다. 자생 식생 유형에는 습지의 부들과 갈대, 언덕의 연간 초지가 포함된다.

## 지질

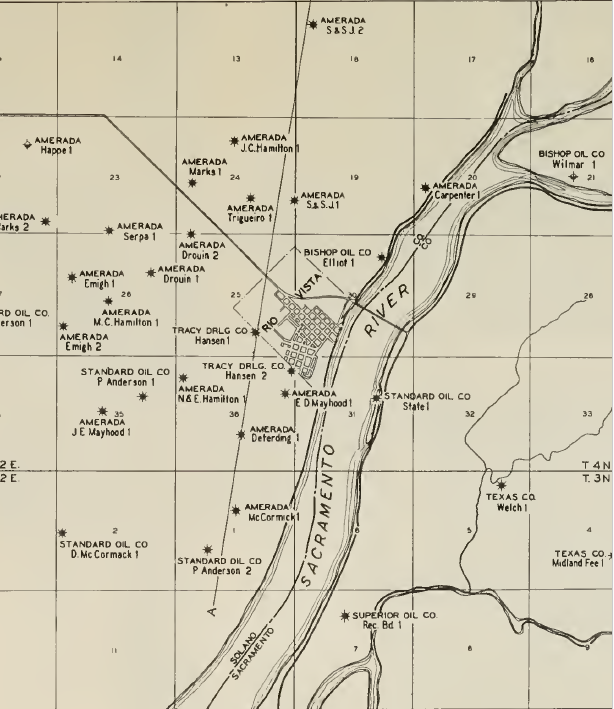
리오 비스타 가스전 지도

리오 비스타 가스전은 캘리포니아 해안 산맥과 시에라 네바다 (미국) 사이에 있는 거대한 구조적 골짜기인 새크라멘토 분지 내에 있으며, 수천만 년에 걸쳐 퇴적된 최대 40,000 피트 (12,000 m)의 퇴적물로 채워져 있다. 이러한 퇴적암층 내의 공극률과 투수율의 넓은 변화와 풍부한 구조적 및 층서적 트랩은 분지 내에 수많은 천연가스 저류층을 형성할 수 있도록 했다. 이 저류층들은 수백만 년 동안 먼 근원암에서 가스가 이동하면서 느린 축적을 통해 가스로 채워졌다. 새크라멘토 분지 남쪽 끝에 있는 리오 비스타는 이 지역 가스전 중 가장 크다.
전반적으로 이 가스전은 돔과 다소 유사한 배사 구조를 가지고 있으며, 축은 북서쪽에서 남동쪽으로 뻗어 있다. 하나의 큰 단층, 즉 미들랜드 단층(Midland Fault)이 가스전 중앙을 남북으로 가로지르며, 수많은 작은 단층이 다른 곳에서 가스전을 가로지른다. 주요 가스 함유 암석 단위 중 하나인 돔엔진층(Domengine Formation)의 미들랜드 단층을 따라 수직 변위는 최대 500피트이다. 가스전의 동쪽 경계는 아일턴 단층(Isleton Fault)에 의해 구분된다.
1980년 11월까지 이 가스전에서 12개의 분리된 풀 또는 생산 지평이 확인되었으며, 깊이는 2,450피트("시드니" 존)에서 9,600피트("피터슨" 존, 1966년 발견)까지 다양했다. 2010년 현재 로제타 리소스(Rosetta Resources)는 11,000피트 깊이의 존에서 생산했다고 주장했다.

## 역사, 생산 및 운영
이 가스전의 발견정은 1936년 6월 19일 아메라다 페트롤리움사(Amerada Petroleum Corporation)가 시추한 "에미그 No. 1"(Emigh No. 1)이었다. 이 유정은 하루에 8,750,000 세제곱피트 (248,000 m3)의 가스를 생산했으며, 총 깊이는 4,485 피트 (1,367 m)였다. 아메라다(Amerada)는 이 가스전에 가장 가까운 마을인 리오 비스타의 이름을 따서 명명했고, 생산 지대를 "에미그"(Emigh)라고 불렀다. 이곳은 1943년까지 가스를 생산한 유일한 지대였다.
제2차 세계대전 동안 가스전 개발은 빠르게 진행되었다. 샌프란시스코 만 지역의 유조선이 전쟁 수행에 전용되면서, 케틀맨 노스 돔 유전에서 오는 거대한 가스 파이프라인이 송유관으로 전환되어 도심에 더 가까운 가스 공급원이 즉시 필요하게 되었다. 리오 비스타 가스전은 새로운 유정이 발견될 때마다 거대함이 증명되었고, 1944년 11월 말까지 새로운 가스전에 70개의 활성 가스정이 있었다. 생산량 정점은 이듬해였으며, 1945년에는 가스전에서 160십억 세제곱피트 (4.5×109 m3) 이상의 가스가 인출되었다.
이 가스전은 1965년에 단일화되었다. 아메라다 페트롤리움(Amerada Petroleum)이 주요 운영사가 되었지만, 몇몇 소규모 운영사들은 주로 외곽 지역에서 활동을 계속했다. 1969년 아메라다 페트롤리움은 헤스 오일 앤 화학 회사와 합병하여 현재의 아메라다 헤스 코퍼레이션이라는 이름을 얻었다.
아메라다 헤스(Amerada Hess)는 1999년 1월까지 가스전의 대부분을 계속 운영했으며, 그 시점에 셰리던 에너지(Sheridan Energy, Inc.)에 매각했다. 셰리던은 그 해 일부 기간 동안만 가스전을 소유했으며, 1999년 10월 캘파인 천연가스 회사(Calpine Natural Gas Co., 현재 캘파인 코퍼레이션)에 매각했다. 캘파인(Calpine)이 2005년에 파산 신청을 했을 때, 로제타 리소스(Rosetta Resources Inc.)는 캘파인의 석유 및 가스 자원을 인수할 목적으로 설립되었다. 그들은 2005년 7월에 운영을 인수했으며, 2010년 현재까지 가스전을 계속 운영하고 있다.
이 가스전에서는 토지 이용을 둘러싼 갈등이 가끔 발생했다. 리오 비스타 북쪽 3,000가구 규모의 트리올로지(Trilogy) 은퇴 커뮤니티 개발업자들은 계획된 커뮤니티에 사용하려는 토지의 지표권을 소유하고 있었지만, 아메라다 헤스(Amerada Hess)는 광물권을 보유하고 있었고, 그 후계자인 캘파인(Calpine)은 같은 지역에 새로운 가스정을 시추하기를 원했다. 2010년 현재, 하나의 활성 유정("마크스 No. 7")만이 커뮤니티에 인접해 있다 – 주도 12호선 북동쪽 처치 로드와 마크스 로드의 교차점에 있다.
대부분 고갈된 가스전에는 이 지역에서 가장 큰 잠재적 지하 가스 저장고 중 하나(가스 3.6조 세제곱피트 (100 km3)가 근원암의 많은 공극을 채웠다)가 포함되어 있기 때문에, 이 가스전은 탄소격리에 대한 지역의 잠재적 가치를 평가하기 위해 캘리포니아 지질 조사소에서 수행한 지역 연구의 일부였다. 수 기가톤의 이산화탄소가 고갈된 저류층으로 주입될 수 있으며, 이는 세 가지 목적을 달성한다: 1) 대기 배출량을 상쇄하고; 2) 저류층 압력을 증가시켜 천연가스 회수를 돕고; 3) 고갈된 유전에서 흔히 발생하는 것처럼 비어 있는 공간으로 서서히 붕괴되는 상부 지반의 침하를 완화한다.
가스전에서 나온 가스는 6개의 분배 지점에서 일련의 파이프라인으로 들어가며, 두 가지 주요 하류 용도로 사용된다: 1) 캘파인(Calpine)의 지역 가스 발전소의 공급원, 2) PG&E 네트워크를 통한 북부 캘리포니아 고객에 대한 저장 및 분배.

## 내용주
1. ↑  “2008 Report of the state oil & gas supervisor” (PDF). 《Department of Oil, Gas, and Geothermal Resources》. California Department of Conservation ("DOGGR 2009"). 2009. 2017년 5월 25일에 원본 문서 (PDF)에서 보존된 문서. 2010년 8월 21일에 확인함. p. 62.
2. 1 2  Rosetta Resources, California Area of Operations.  Available here
3. ↑  Jason Massad, "Buried Treasure:  Rio Vista resource lies underground."  The Reporter, Vacaville, California.  Retrieved August 21, 2010.  Available here .
4. ↑  While at least one oil field in California, such as 엘크 힐스 유전, currently produce more natural gas overall, Rio Vista is the largest "non-associated" gas field, i.e. it produces gas not associated with oil.
5. ↑  DOGGR (2008), pp. 149, 150, 160
6. ↑  Steven J. Deverel, Judith Z. Drexler, Timothy Ingrum, and Christina Hart. "Simulated Holocene, Recent and Future Accretion in Channel Marsh Islands and Impounded Marshes for Subsidence Mitigation, Sacramento-San Joaquin Delta, California, USA."  United States Geological Survey Water Science Center, Sacramento, California.  2008.  p. 10.  Available here
7. ↑  Montezuma Hills ecoregion description (U.S. Forest Service)
8. ↑  Delta ecoregion description (U.S. Forest Service)
9. ↑  Leslie B. Magoon and Zenon C. Valin.  "Sacramento Basin Province (009)."  United States Geological Survey.  National assessment of United States oil and gas resources - results, methodology, and supporting data. Ed. D. L. Gautier, G.L. Dolton, K.I. Takahashi, and K.L.Varnes. U.S. Geological Survey Digital Data Series. CDROM. 1995. DDS-30, Release 2.
10. 1 2  Frame, R.G.  Rio Vista Gas Field:  California Division of Oil and Gas, Summary of Operations.  1944. Vol. 30 No. 1.  pp. 5-14.
11. ↑  DOGGR, p. 1378
12. ↑  DOGGR, p. 1379-1381
13. ↑  Soper, E.K. (1943). 《Rio Vista Gas Field, in Geologic Formations and Economic Development of the Oil and Gas Fields of California》. San Francisco: State of California Dept. of Natural Resources Division of Mines, Bulletin 118. 591쪽.
14. ↑  Frame, p. 13
15. ↑  Frame, p. 6
16. ↑  DOGGR, p. 1379
17. ↑  Rosetta Resources, Inc.  Form 10-K:  2005 Annual Report, filed April 20, 2006 with the U.S. Securities and Exchange Commission. Available here.
18. ↑  FWP filed by Rosetta Resources with the Securities and Exchange Commission, October 4, 2006, p. 4.
19. ↑  Michael Peña, "Natural gas hunt may surface in Rio Vista".  San Francisco Business Times, July 2, 2004.  Available here
20. ↑  DOGGR Online mapping system:  Well API 9521311
21. ↑  California Geological Survey.  Preliminary Geologic Assessment of the Carbon Sequestration Potential of the Upper Cretaceous Mokelumne River, Starkey, and Winters Formations – Southern Sacramento Basin, California.  Prepared for the California Energy Commission and U.S. Department of Energy. February 2010.
22. ↑  FWP filing, pp. 19-22